# シャルダグ (イスラエル空軍)
シャルダグ (Shaldag) は、1976年に編成されたイスラエル航空宇宙軍第7特殊作戦航空団所属のコマンド部隊である。名称の"シャルダグ"はヘブライ語でカワセミを意味する語である。
5101部隊 (Unit 5101) やサイェレット・シャルダグ (sayeret Shaldag) と表記されることもある。
参謀本部直属の"サイェレット・マトカル"、空軍の"第669空挺戦闘捜索救難部隊"、海軍の"シャイェテット・13"と並ぶ4大最精鋭(Tier 1)特殊部隊の一つとして扱われている。

## 歴史
シャルダグは1973年の第四次中東戦争の戦訓に基づいて創設された。この戦争の際、サイェレット・マトカルは参謀本部から直接命令を受けるという特性上、迅速な作戦行動が出来ず、その能力を十分に発揮する事ができなかった。
戦後、サイェレット・マトカルのベテラン隊員であったムキ・ベッツァー (Muki Betzer) は、戦時の迅速な作戦行動を可能にするための部隊再編に取り掛かった。この際の解決すべき問題の一つとして、空軍と地上部隊との連携が挙げられた。1967年の第三次中東戦争ではイスラエル軍は緒戦の空軍の奇襲攻撃により航空優勢を手に入れていたが、第四次中東戦争ではシリア軍に配備されていた地対空ミサイルサイトにより空軍は甚大な被害を蒙っていた。この問題に対応するためムキ・ベッツァーは、戦時に敵地対空ミサイルをいち早く破壊するため敵地でのレーザー誘導を行う特殊部隊が必要と考え、サイェレット・マトカル内に空挺作戦を行う部隊を創設しこれがシャルダグの基礎となった。
1976年にムキ・ベッツァーを指揮官とする正式な部隊として発足し、1978年のリタニ作戦ではレバノン南部のヒズボラ支配地域に侵入して偵察活動を行った。1981年になるとシャルダグはサイェレット・マトカルから独立し空軍所属の特殊部隊となり、パルマヒム空軍基地に移動した。この後、1982年のレバノン侵攻においても作戦参加し、ベッカー高原に配備されたシリア軍の地対空ミサイルサイト破壊を目的としたモール・クリケット19作戦を支援した。
1990年代には、シャルダグの任務は敵地でのレーザー誘導だけでなく、より広い範囲の空挺作戦全般に拡張された。この任務拡充に伴い、シャルダグは対テロ戦能力や人質救出能力も持つ部隊となった。
シャルダグは、他のイスラエル軍の特殊部隊に比べ比較的予算に余裕があり、このために潤沢な機材や武器を運用可能であるとされている。この理由は、イスラエル空軍の他の部隊、たとえば戦闘機や大型輸送機を運用する部隊がもっと大きな予算を使っているため、シャルダグの予算が相対的に（空軍の部隊としては）小さいものに見られているためと考えられる。
2020年7月に、イスラエル空軍の統合特殊部隊として第7特殊作戦航空団が新編され、シャルダグもこの航空団の所属となった。

## 訓練
シャルダグの訓練期間は他のイスラエルの特殊部隊と比較しても最も長く、20ないし22ヶ月とされる。訓練はサイェレット・マトカルと同様にイギリスのSASを参考にしており、特にナビゲーション能力に重点が置かれている。訓練過程を終えた隊員にはSASの創設者である英軍人デイヴィッド・スターリングの中東地域での戦いについて書かれた書籍"The Phantom Major"が贈られる。
- 6ヶ月の基礎訓練課程
- パラシュート降下訓練
- 対テロ戦訓練
- 全天候、全地形におけるナビゲーション訓練
- 地上/空中の連携訓練、空挺作戦訓練
- 情報収集および偵察活動の訓練
- 医療、狙撃の特別訓練課程

## 作戦行動
- 1978年、リタニ作戦（英語版） - レバノン南部での偵察活動
- 1982年、ガリラヤの平和作戦（英語版）
  - シリア軍の地対空ミサイルサイト制圧作戦モール・クリケット19作戦（英語版）への参加
  - 1982年6月10日、敵の待ち伏せ攻撃によりイスラエル軍副参謀長のイェクシェル・アダム（英語版）少将が戦死した際、同行していたシャルダグの隊員もその多くが重傷を負った。シャルダグ隊はゴラニ歩兵旅団偵察部隊 (パルサー・ゴラニ) の支援を受け危機を脱した。
- 1984年、モーセ作戦（英語版） (エチオピア在住ユダヤ人の救出・移送作戦) 参加。航空機の着陸地点の安全確保。
- 1986年～87年、第1次インティファーダにおいてパレスチナ人在住地域に潜入しての情報収集活動（ミスタアラビム（英語版））。この作戦はドゥヴデヴァン（英語版）、シムション（英語版）と共同で行われた。
- 1991年、ソロモン作戦 (エチオピア在住ユダヤ人の救出・移送作戦) 参加。航空機の着陸地点の安全確保。